# CASA C-212 Aviocar
CASA C-212 Aviocar je dvoumotorový turbovrtulový celokovový transportní hornoplošník kategorie STOL, vyvinutý a vyráběný ve Španělsku firmou CASA. Slouží jako vojenský pod označením T-12 a civilní stroj.

## Vznik
Projekt C-212 Aviocaru pochází z roku 1964, kdy byl navržen jako lehký transportní letoun pro Španělské letectvo. Španělské ministerstvo letectví stroj C-212 objednalo 24. září 1968 jako náhradu zastaralých typů Junkers Ju 52 a Douglas DC-3.

## Vývoj

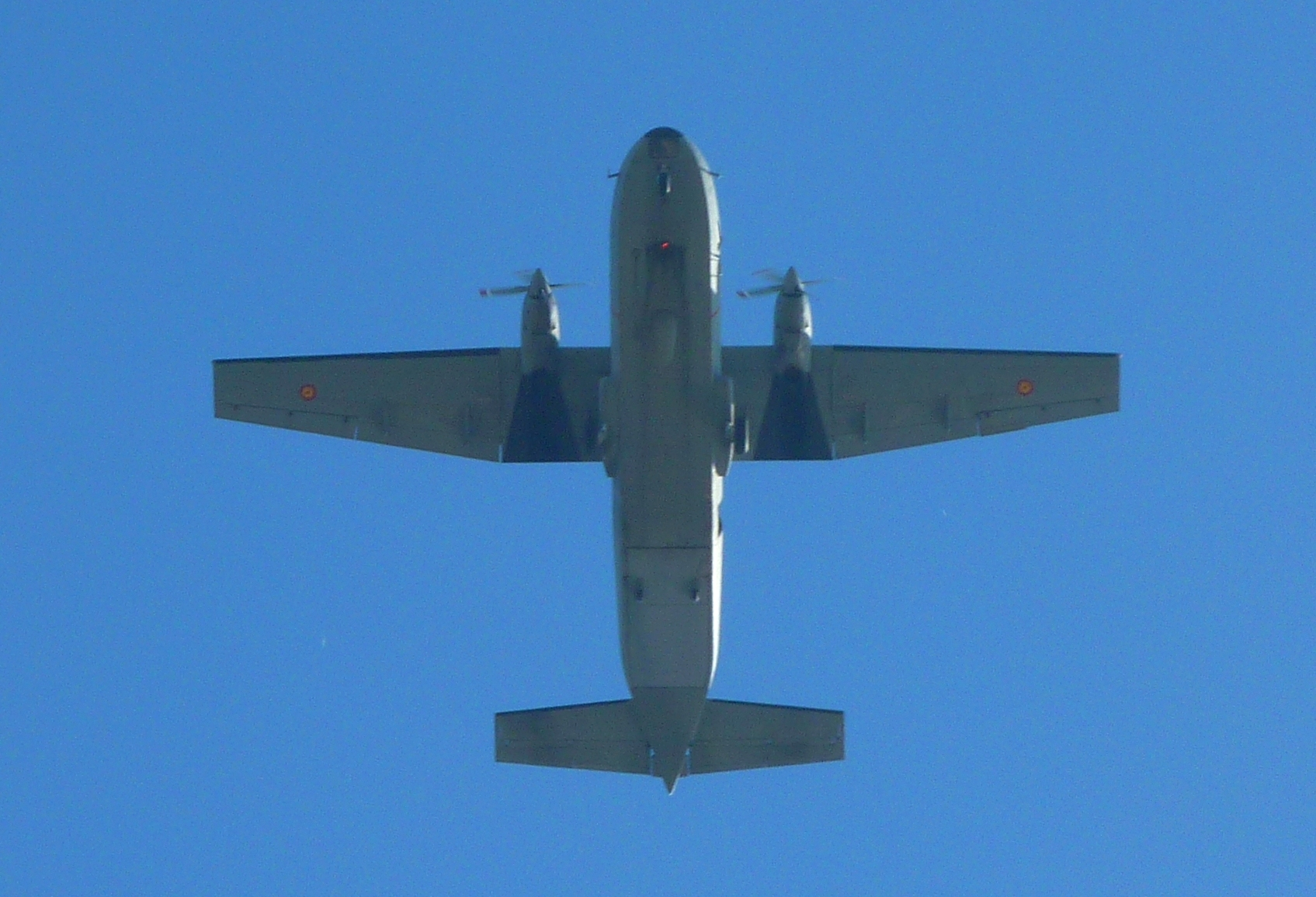
C-212-100 španělského letectva

Prototyp poprvé vzlétl 26. března 1971 v Getafe. Druhý prototyp, dokončený v říjnu 1971, obdržel výkonnější americké pohonné jednotky Garrett AiResearch TPE331-5-251C o výkonu po 559 kW a v Getafe byla zahájena sériová výroba. Závod v Cádizu zhotovoval ocasní plochy a ze Sevilly se na linku přivážela křídla. Celkem tak bylo vyprodukováno 154 strojů prvního typu CASA C-212-100 Aviocar.
Vedle vojenské verze je také stroj nabízen jako devatenáctimístný dopravní letoun. Na základě dohody s indonéským výrobcem IPTN (dnes Indonesian Aerospace) byl letoun napřed montován z dovezených dílů a od roku 1976 stavěn licenčně v Indonésii v Bandungu pod označením NC-212. Indonéské Aviocary se rovněž vyvážely do Thajska, Bangladéše a Pákistánu.[zdroj⁠?!]
Od roku 1980 byly zahájeny dodávky modernizované verze CASA C-212-200 Aviocar s výkonnějšími turbovrtulovými jednotkami Garrett-AiResearch TPE331-10-501C se čtyřlistými vrtulemi Hartzell HC-B4NM-5AL o výkonu po 671 kW, které umožnily zvýšit maximální vzletovou hmotnost na 7300 kg. První exemplář vzlétl 30. dubna 1978,[zdroj⁠?!]prvním uživatelem se stala společnost MedAvia na Maltě.
Ke konci roku 2002 bylo celkem postaveno 430 kusů C-212, z nich asi jedna třetina v civilních verzích.[zdroj⁠?!]

## Specifikace

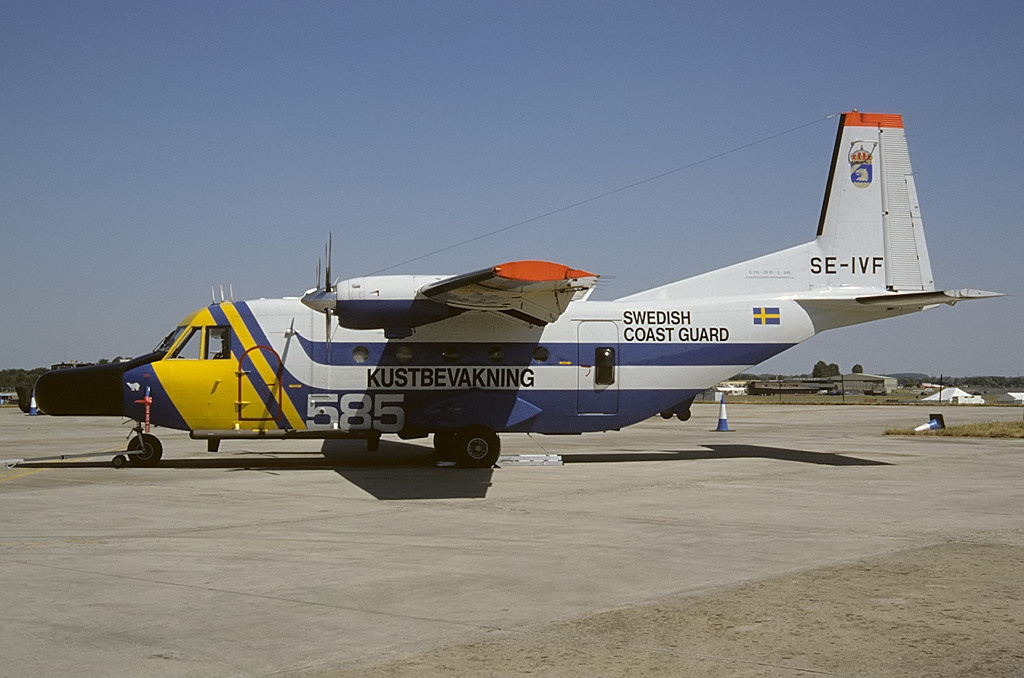
CASA C-212-CE Aviocar 200 (SE-IVF), Švédská pobřežní stráž

CASA C-212 Aviocar Fuerza Aérea Dominicana

Údaje dle

### Technické údaje
- Posádka: 2
- Rozpětí: 19,00 m
- Délka: 15,20 m
- Výška: 6,30 m
- Nosná plocha: 40,00 m²
- Hmotnost prázdného stroje: 3905 kg
- Vzletová hmotnost: 6500 kg
- Pohonná jednotka: 2× turbovrtulový motor Garrett AiResearch TPE-331, každý o výkonu  690 kW (925 shp)

### Výkony
- Maximální rychlost: 359 km/h
- Cestovní rychlost: 275 km/h
- Pádová rychlost: 145 km/h
- Počáteční stoupavost: 9,1 m/s
- Dostup: 8140 m
- Dolet: 1760 km